# شاخص ای‌تی‌اکس

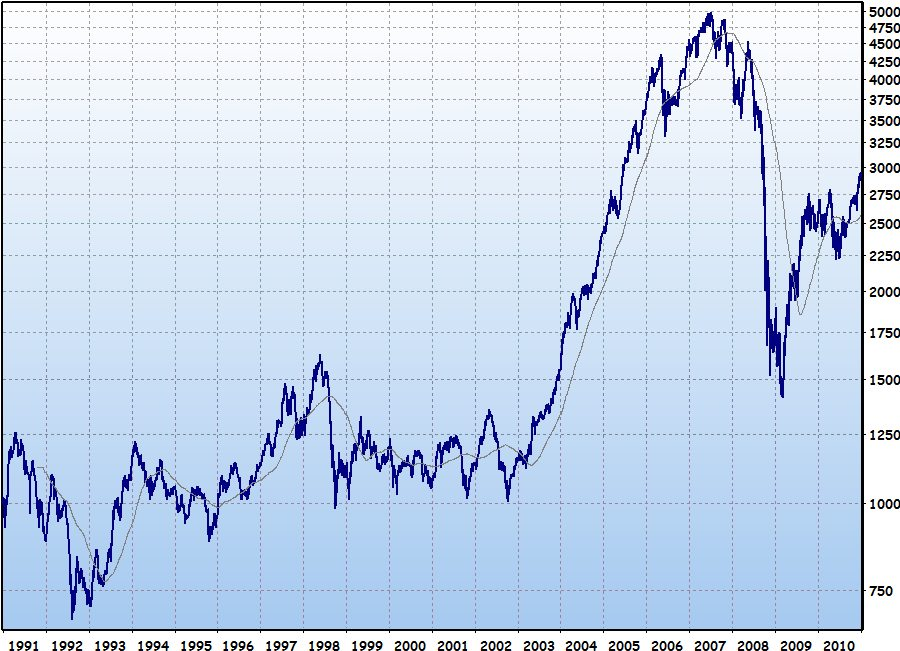
شاخص ای‌تی‌اکس

شاخص ای‌تی‌اکس (به انگلیسی: ATX Index) که مختصر شده شاخص مبادلات اتریش (به انگلیسی: Austrian Traded Index) است، مهم‌ترین شاخص بازار سهام بورس اوراق بهادار وین می‌باشد. این شاخص مانند بیشتر شاخص‌های تعریف‌شده در بازارهای بورس اروپایی، بر پایه ارزش برگه سهام شرکت‌های عضو، تعیین می‌شود و در حال حاضر، از ۲۰ شرکت تشکیل شده‌است.

## فهرست شرکت‌ها
در تاریخ ۱۹ سپتامبر ۲۰۱۱ فهرست شرکت‌های شاخص ای‌تی‌اکس به صورت زیر بود:
- اندریتز
- سی‌ای ایمو
- ایموبایلین
- ای‌وی‌ان گروپ
- ارسته گروپ
- ایموفاینانز
- لنزینگ
- مایر-منهوف
- اوستریک پست
- اوام‌وی
- رایفیزن زندرال‌بانک
- آراچ‌آی
- شولر-بلکمام
- استرابگ
- تلکوم اتریش
- ورباند
- وست‌آلپاین
- گروه بیمه وین
- وینربرگر
- زامتوبل